# 김상헌 (1982년)
김상헌(1982년 2월 7일~)는 대한민국의 응원단장이다. 현재 KBO 리그 삼성 라이온즈, V리그 화성 IBK기업은행 알토스와 대전 삼성화재 블루팡스의 응원단장으로 활동하고 있다.

## 경력
- 삼성 라이온즈 응원단장 (2013~)
- 고양 오리온 오리온스 응원단장 (2013~2014)
- 화성 IBK기업은행 알토스 응원단장 (2013~)
- 대전 삼성화재 블루팡스 응원단장 (2017~)

## 음반
KBO 리그 음원가 저작권 사태로 인해 대다수의 응원가를 사용할 수 없게 되자 김상헌 응원단장이 직접 나서 선수 응원가를 만들고 있다. 이중 이학주 선수의 응원가는 특유의 중독성 있는 멜로디와 관제탑 율동으로 야구팬들 사이에서 유행하며, 2019년 KBO 리그 올스타전에서 10개 구단 팬이 하나가 되는 장면을 이끌어 내기도 했다.  이후 저작권 관련 분쟁이 발생할 우려를 해결하기 위해서 응원가 제작에 도움을 준 팬들(박유진, 황시온)과 같이 허니크루라는 아티스트 이름으로 응원가 엘범을 매년 발매하고 있다.
- 2019년 5월 20일 - 2019 삼성라이온즈 프로야구 응원가
- 2020년 4월 14일 - 2020 삼성라이온즈 프로야구 응원가
- 2021년 3월 19일 - 삼성화재 블루팡스 배구단 선수응원가
- 2021년 4월 3일 - 2021 삼성라이온즈 프로야구 응원가
- 2022년 4월 15일 - 2022 삼성라이온즈 프로야구 응원가
- 2022년 5월 2일 - 21-22 시즌 삼성화재 블루팡스 배구단 선수 응원가